# Epipactis helleborine
Epipactis helleborine é uma espécie de planta com flor pertencente à família Orchidaceae. 
A autoridade científica da espécie é (L.) Crantz, tendo sido publicada em Stirpium Austriarum Fasciculus 2: 467, pl. 57. 1769.
O seu nome comum é heleborinha.

## Portugal
Trata-se de uma espécie presente no território português, nomeadamente os seguintes táxones infraespecíficos:
- Epipactis helleborine subsp. helleborine - presente em Portugal Continental. Em termos de naturalidade é nativa da região atrás referida. Não se encontra protegida por legislação portuguesa ou da Comunidade Europeia.